# Bourgognea maxima
Bourgognea maxima är en fjärilsart som beskrevs av Wolfgang Dierl 1972. Bourgognea maxima ingår i släktet Bourgognea och familjen säckspinnare. Inga underarter finns listade i Catalogue of Life.